# Giornata mondiale della giustizia internazionale
La Giornata mondiale della giustizia internazionale, denominata anche come Giornata della giustizia penale internazionale o Giornata internazionale della giustizia, è una giornata internazionale celebrata in tutto il mondo il 17 luglio come parte di uno sforzo per riconoscere il sistema emergente di giustizia penale internazionale. Il 17 luglio è la data di adozione dello trattato che ha creato la Corte penale internazionale. Il 1 giugno 2010, in occasione della Conferenza di riesame dello Statuto di Roma tenutasi a Kampala (Uganda), l'Assemblea degli Stati Parte ha deciso di celebrare il 17 luglio come Giornata della giustizia penale internazionale.
Ogni anno persone in tutto il mondo usano questa giornata per ospitare eventi per promuovere la giustizia penale internazionale, in particolare il sostegno alla Corte penale internazionale.